# Hackney Marshes
Hackney Marshes est un espace vert situé à Hackney dans le Grand Londres. Hackney Marshes est situé sur la rive droite de la rivière Lea. Il fait partie intégrante du Lee Valley Park (en). Si à l'origine, cet espace était un marais, il a depuis été drainé. Il est actuellement principalement constitué d'une pelouse.